# Mîrne, Kalînivka
Mîrne (în ucraineană Мирне) este localitatea de reședință a comunei Kirovka din raionul Kalînivka, regiunea Vinnița, Ucraina.

## Demografie
Componența lingvistică a localității Kirovka
     Ucraineană (97,21%)
     Rusă (2,33%)
     Alte limbi (0,16%)
Conform recensământului din 2001, majoritatea populației localității Kirovka era vorbitoare de ucraineană (97,21%), existând în minoritate și vorbitori de rusă (2,33%).